# Els Bessons
Els Bessons es un Lugar de Importancia Comunitaria situado en la provincia de Lérida, Comunidad Autónoma de Cataluña, España. Constituye una zona de tránsito entre la llanura esteparia del Segriá y el Urgel con las zonas forestales, más elevadas, que se sitúan en las elevaciones prelitorales de la sierra de la Llena. Acoge una muestra bastante representativa del paisaje típico de Las Garrigas, un mosaico de cultivos tradicionales de secano y de zonas de vegetación natural de carrascales ubicada en los puntos más altos de los pequeños cerros y abolladuras del terreno de la llanura de Lérida. La conservación de estos mantos continuos de vegetación natural le confieren singularidad y resaltan el contraste con las tierras cultivadas del entorno.
Este espacio fue declarado por primera vez como LIC, en 1997, ZEPA, en 2001, y, posteriormente, ampliado como espacio Natura 2000 mediante el Acuerdo del Gobierno 112/2006, de 5 de septiembre, que aprueba la red Natura 2000 en Cataluña.

## Medio físico
El Espacio está constituido por colinas de la baja llanura central, que no se elevan considerablemente, logrando apenas entre 400 y 600 metros de altitud. Están formadas por rocas calcáreas consolidadas, que se alternan con estratos de materiales más blandos y naturaleza arcillosa. Dentro de este espacio se encuentran varios cultivos que están encajados entre las colinas y definen este característico relieve. Estos cerros están cubiertos por un manto continuo de vegetación que minimiza los procesos erosivos que puedan sufrir, aumentando incluso más el contraste de estos con las zonas agrícolas de los alrededores.

## Biodiversidad
La conservación de este espacio natural es importante dado que es una muestra representativa del paisaje de Las Garrigas, caracterizado por el mosaico entre los cultivos de secano y las áreas de vegetación natural que conforman una zona de transición entre la vegetación continental -es el límite septentrional del quejigo- y la mediterránea con trazas de vegetación esteparia. En fauna, cabe señalar la presencia de rapaces, como el águila perdicera, el águila real, el búho y los abundantes ratoneros y cernícalos.

### Vegetación y flora
Dentro del Espacio se puede encontrar un amplio mosaico de cultivos de olivo, vid y almendro, con sus características especies herbáceas, como la Moricandia arvensis. Este mosaico contrasta con la elevación y cambio en el relieve y la cobertura que ofrecen los cerros. Estos cerros contienen varias comunidades, tales como pequeñas malezas de Pinus halepensis. Estas malezas, de carácter calcícola, ocupan una buena parte del territorio, y son dominadas por la maleza de romero y genista. Junto con las malezas, la garriga  caracteriza las cubiertas vegetales. Los páramos de Brachypodium retusum contienen una rica y variada flora de especies herbáceas anuales y aparecen en las zonas de suelos más pobres, donde otras comunidades tienen más dificultad para establecerse. Una de las que actualmente se encuentra de forma más escasa en el Espacio es el espino (Rhamnus saxatilis).

### Fauna
La vegetación de matorrales calcícolas, en buen estado de conservación, ofrece un hábitat muy bueno de caza para algunas especies de rapaces, como el águila perdicera (Hieraaetus fasciatus), el águila real (Aquila chrysaetos) y el búho real (Bubo bubo), que encuentran gran cantidad de recursos naturales por las abundantes poblaciones de conejo (Oryctolagus cunniculus) existentes. Hay que remarcar la presencia de algunas especies de carácter estepario, como las carracas (Coracias garrulus) o el alcaraván (Burhinus oedicnemus). Otra especie interesante que necesita estos ambientes con cobertura vegetal de baja altura es la collalba negra (Oenanthe leucura). En cuanto a los reptiles, el lagarto ocelado (Lacerta lepida) es una especie frecuente. De la fauna invertebrada, cabe subrayar la singularidad de algunas especies de heterópteros que son poco conocidas en Cataluña.